# Taku Shinjō
Pour les articles homonymes, voir shinjō.
Taku Shinjō (新城 卓, Shinjō Taku), né le 1er février 1944 dans la préfecture d'Okinawa, est un réalisateur et scénariste japonais.

## Filmographie sélective

### Comme assistant réalisateur
- 1979 : La vengeance est à moi (復讐するは我にあり, Fukushū suru wa ware ni ari?) de Shōhei Imamura
- 1980 : Taiyo no ko teda no fua (太陽の子てだのふあ?) de Kirio Urayama
- 1982 : Asuka e, soshite mada minu ko e (飛鳥へ、そしてまだ見ぬ子へ?) de Ryō Kinoshita
- 1988 : Mitsuyaku: Gaimushō kimitsu rōei jiken (密約 外務省機密漏洩事件?) de Kōji Chino

### Comme réalisateur
- 1983 : Okinawan Boys (オキナワの少年, Okinawa no shōnen?)
- 1984 : The Audition (ザ・オーディション, Za ōdishon?)
- 1987 : Aitsu ni koi shite (あいつに恋して?)
- 1988 : Panda monogatari (パンダ物語?)
- 1998 : Hisai (秘祭?)
- 2007 : Kamikaze : Assaut dans le Pacifique (俺は、君のためにこそ死ににいく, Ore wa, kimi no tame ni koso shini ni iku?)
- 2012 : Aokigahara (青木ヶ原?)